# Fjodor Vasiljevič Zvarikin
Fjodor Vasiljevič Zvarikin (rusko Фёдор Васильевич Зварыкин), ruski general, * 1765, † 1826.
Bil je eden izmed pomembnejših generalov, ki so se borili med Napoleonovo invazijo na Rusijo; posledično je bil njegov portret dodan v Vojaško galerijo Zimskega dvorca.

## Življenje
Januarja 1770 je vstopil v vojaško šolo, katero je končal 18. februarja 1785; kot poročnik je bil dodeljen Sanktpeterburškemu grenadirskemu polku. S polkom se je udeležil druge turške vojne v obdobju carice Katarine II. 
Leta 1792 je bil povišan v stotnika in premeščen v Tavriški lovski korpus, s katerim se je leta 1794 udeležil bojev proti Poljakom. Za zasluge je bil povišan v majorja in premeščen v Smolenski dragonski polk. 
Maja 1797 je bil premeščen v Staroingermanlandski mušketirski polk, 7. decembra 1799 je bil povišan v podpolkovnika in v pričetku vladavine carja Aleksandra I. je bil premeščen v 10. lovski polk. 
27. marca 1803 je postal poveljnik Ukrajinskega mušketirskega polka, s katerim se je udeležil turške vojne. Za zasluge je bil 23. aprila 1806 povišan v polkovnika. Istega leta se je udeležil tudi vojne proti Francozom. 
27. januarja 1808 je postal poveljnik Širvanskega mušketirskega polka, s katerim se je udeležil pohoda v Galicijo proti Avstrijcem. 11. januarja 1814 je bil zaradi zaslug med patriotsko vojno povišan v generalmajorja. 
1. septembra 1814 je postal poveljnik 2. brigade 24. pehotne divizije, 6. oktobra 1817 poveljnik Vitebska in 30. aprila 1821 poveljnik Astrahana. 